# Hyperkin
 (février 2020).
Hyperkin est un fabricant et distributeur de consoles de jeux vidéo basé à Los Angeles, en Californie. Il propose des accessoires pour consoles de jeux vidéo, ainsi que des consoles permettant de jouer à jeux rétro avec des résolutions modernes et sur des appareils récents. C'est également le fabricant actuel du Game Genie.
En 2014, l'entreprise sort le Retron 5, une console avec cinq ports de cartouche permettant de jouer à des jeux vidéo de cinq consoles différentes (Game Boy Advance, Nintendo Entertainment System, Mega Drive, Super Nintendo, Famicom).

## Modèles

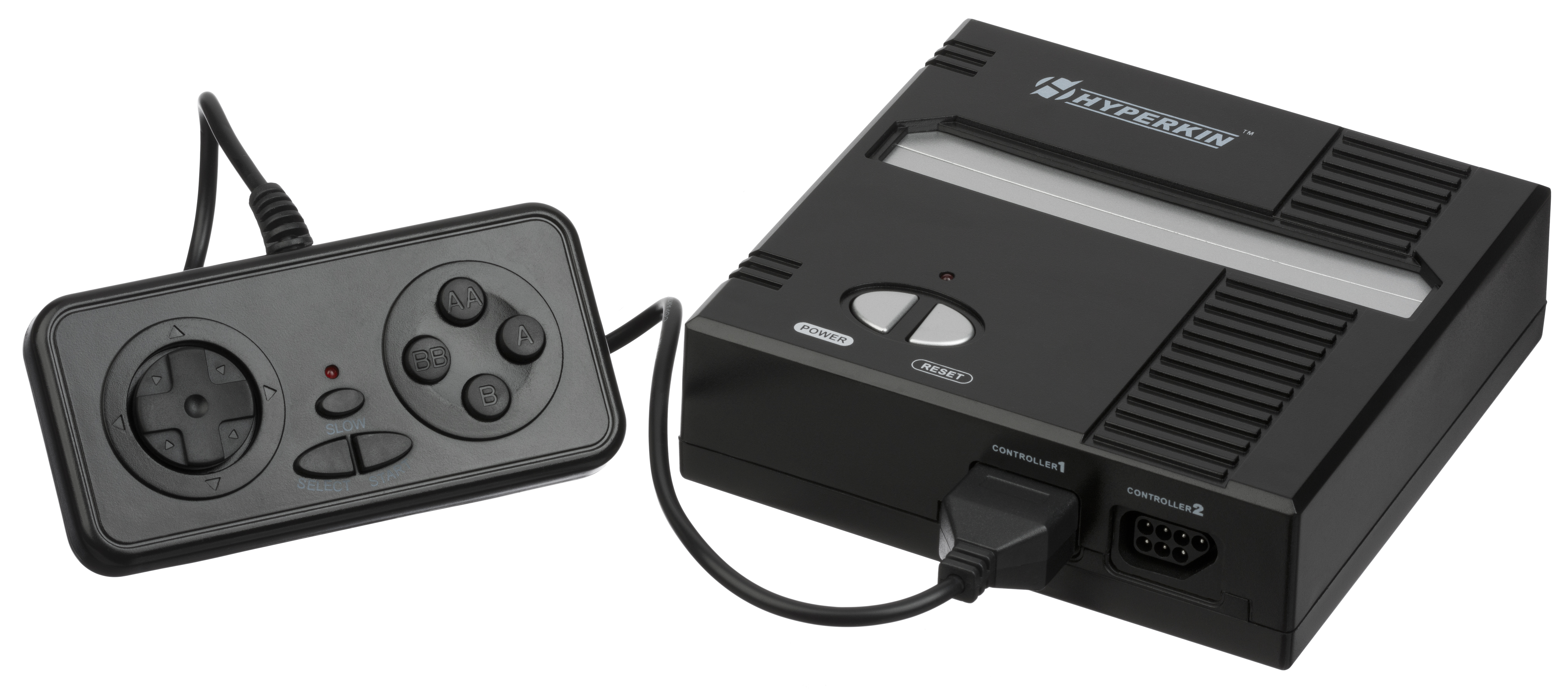
La Retron 1, clone de la NES.

Retron, est aussi typographié RetroN. Ces consoles sont des clones d'anciennes consoles, et permettent d'émuler des jeux vidéo rétro, sortis par exemple sur NES ou Super Nintendo. Contrairement à certaines consoles similaires, telles que l'Atari Flashback ou la Mini NES, elles ne sont pas dédiées.

### Retron 1
La console Retron 1 est entièrement destinée à l'émulation de jeux NES. Depuis 2017, il en existe également une version haute-définition, la Retron 1 HD. Celle-ci dispose d'une manette plus proche de celle de la NES, ainsi que d'une sortie vidéo HDMI.

### Retron 2
La Retron 2 est sortie en 2012. Elle fait fonctionner des jeux NES et Super Nintendo,.

### Retron 3
La Retron 3 est sortie en 2011. Elle fait fonctionner des jeux NES, Super Nintendo et Sega Genesis.

### Retron 5

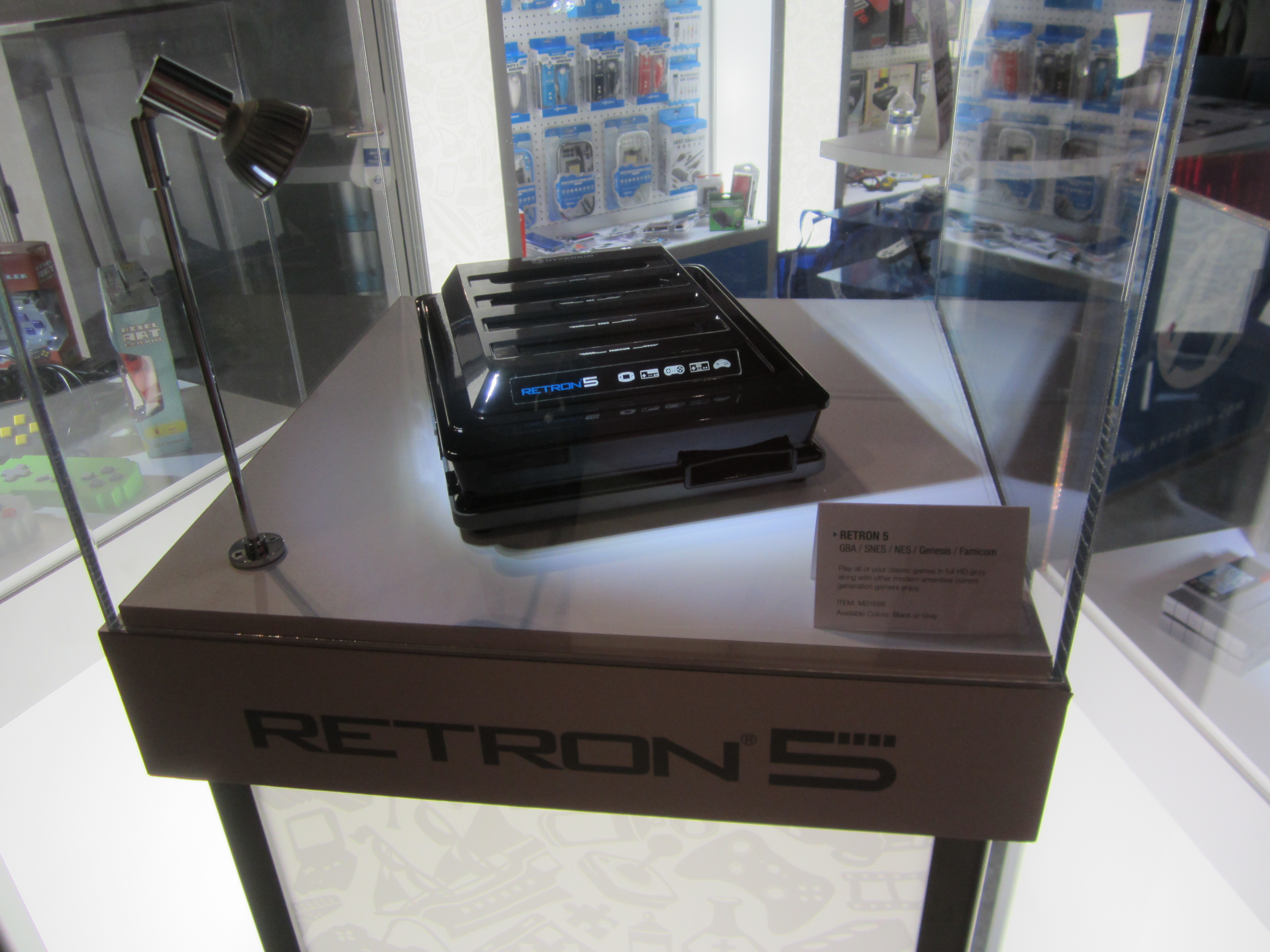
La Retron 5, à l'E3 2013.

La Retron 5 est sortie en 2014. Elle est conçue pour faire fonctionner les jeux de six plates-formes différentes, et ce quelle que soit leur provenance géographique (Europe, Amérique, Japon, etc.), : la NES (et Famicom), la Super Nintendo (et Super Famicom), la Mega Drive (et Genesis), la Game Boy, la Game Boy Color et la Game Boy Advance. La console possède notamment 5 ports cartouche et une sortie vidéo HDMI en définition 720p,.
Elle suscite des critiques mitigées. Le Monde la considère comme étant « mal conçue », mal finie, fragile et disposant d'une « ergonomie catastrophique ». Adrian Branco (01net) donne la note de 3/5, décrivant la console comme « efficace » mais imparfaite. Michael Rundle, journaliste chez HuffPost, attribue une note de 4,5/5, regrettant le manque de qualité des finitions et la non-compatibilité avec d'autres plates-formes, telles que les BBC Micro, Amiga, Atari et Spectrum.

### Retron 77
La Retron 77 est un clone de l'Atari 2600 annoncé en 2017. Elle fait fonctionner des jeux Atari 2600 et dispose d'une sortie vidéo HDMI.

### Supa Retron HD
La Supa Retron HD est un clone de la Super Nintendo, annoncé par Hyperkin peu après la présentation par Nintendo de la Mini SNES. Elle s'en distingue par le fait qu'elle accepte les cartouches Super Nintendo. Elle dispose, elle aussi, d'une sortie vidéo HDMI, et accepte les cartouches NTSC, PAL et Super Famicom.

## Projets annulés

### Retron 4
La Retron 4, annoncée en 2013 au Midwest Gaming Classic, devait faire fonctionner les jeux NES, Super Nintendo, Game Boy et Sega Genesis. Elle devait comporter une sortie vidéo HDMI. En mars 2014, Hyperkin annonce que la Retron 4 ne sortira pas, et qu'elle est remplacée par la Retron 5.